# Curved Air
Curved Air ist eine britische Progressive-Rock-Band aus den späten 1960er und 1970er Jahren; die Band benannte sich nach dem Stück A Rainbow in Curved Air des zeitgenössischen Komponisten Terry Riley. Ihr wichtigster Hit war Back Street Luv (1971), aber auch das im Folgejahr veröffentlichte Stück Vivaldi wurde noch ein kleiner Erfolg.

## Geschichte
Curved Air wurde im Jahr 1969 von Sonja Kristina (Gesang), Florian Pilkington-Miksa (Schlagzeug), Rob Martin (E-Bass), Francis Monkman (Keyboard, Gitarre), Darryl Way (elektrische Violine, Gesang) gegründet. Die Gruppe entstand aus der Band Sisyphus, deren wichtigste Mitglieder Darryl Way (der Violine am Dartington College und am Royal College of Music studierte) sowie Francis Monkman, Mitglied der Royal Academy of Music, waren.
Die Besetzung unterlag häufigen Wechseln; zur Band gehörten zeitweise unter anderem Eddie Jobson (später Roxy Music, Frank Zappa und Jethro Tull), Stewart Copeland (später Police) und Tony Reeves (Ex-Greenslade, Colosseum, John Mayall). Nur Sonja Kristina blieb durchgängig dabei. Monkman, ein Mitglied der Academy of St. Martin in the Fields, spielte unter anderem später mit John Williams bei Sky.
Die Musiker hatten einen sehr unterschiedlichen Hintergrund, von Klassik über Folk bis Elektroniksound, woraus sich eine entsprechende Mischung aus Progressive Rock, Folk Rock und Fusion mit klassischen Elementen ergab.
Im Jahr 1976 nahm die Gruppe ihr letztes Studioalbum auf. Hin und wieder gab es jedoch noch Konzerte der Band. Ein Auftritt aus dem Jahr 1990 wurde 2000 als Live-Album veröffentlicht.
Im Jahr 2008 erfolgte die Wiedervereinigung der Gruppe; zwei Jahre später erschien das Album Reborn mit zwei neuen Titeln.

## Diskografie

### Studioalben
- 1970: Airconditioning (mit dem bekannten Stück Vivaldi)
- 1971: Second Album (mit dem größten Hit Back Street Luv)
- 1972: Phantasmagoria
- 1973: Air Cut
- 1975: Midnight Wire
- 1976: Airborne
- 2010: Reborn (Neuaufnahmen von Titeln der ersten fünf Alben und zwei neue Tracks)
- 2014: North Star (sieben neue Titel, einige Neuaufnahmen früherer Songs und diverse gecoverte Titel von anderen Bands)

### Zusammenstellungen
- 1990: Love Child (Sammlung von 1973 aufgenommenen Demos)
- 2010: Retrospective: (Anthology 1970–2009)[4]

### Live-Alben
- 1975: Live
- 1995: Live at the BBC
- 2000: Alive 1990
- 2012: Live Atmosphere
- 2018: The Second British Rock Meeting 1972

### EPs
- 1974: Back Street Luv [4-Track-EP]
- 2002: Masters from the Vaults [CD]

### Singles
- 1970: It Happened Today / What Happiness When You Blow Yourself Up
- 1971: Back Street Luv / Everdance
- 1972: Sarah's Concern / Phantasmagoria
- 1974: Back Street Luv (Live) / Everdance (Live)
- 1975: Back Street Luv (Live) / It Happened Today (Live)
- 1976: Baby Please Don't Go / Broken Lady
- 1976: Desiree / Kids to Blame
- 1984: Renegade / We're Only Human